# Suðurstrandarvegur
Suðurstrandarvegur (427) è una strada dell'Islanda che da Grindavík corre lungo la costa meridionale della penisola di Reykjanes verso la Þorlákshafnarvegur.